# DR-Baureihe 99.405
In die Baureihe 99.405 wurden zwei Lokomotiven eingeordnet, die nach dem Zweiten Weltkrieg im Gebiet der Deutschen Reichsbahn verblieben waren.

## 99 4051
Die erste Lok wurde ursprünglich 1916 für die österreichischen Heeresbahnen gebaut. Dort trug sie die Bezeichnung FB 3.09.
Nach dem Ersten Weltkrieg blieb sie als PKP D6-4312 bei den Polnischen Staatsbahnen.
1942 erhielt sie zuerst die Nummer 99 2571 und 1953, nach einem Umbau, die Nummer 99 4051. 1957 wurde sie ausgemustert.

## 99 4052
Die zweite Lok stammte aus Russland. 1942 wurde sie bei der Deutschen Reichsbahn mit der Nummer 99 4052 eingereiht, 1957 bekam sie die Nummer 99 4541. Weitere Angaben siehe dort.